# ليام لويس
ليام لويس (23 أكتوبر 1986 في المملكة المتحدة - ) (بالإنجليزية: Liam Lewis)‏ هو لاعب كريكت بريطاني. لعب مع Devon County Cricket Club ‏ وLoughborough MCC University ‏.

## وصلات خارجية
- ليام لويس على موقع إي آس بي آن كريك إنفو (الإنجليزية)